# Roberto III de Loritello
Roberto de Bassunvilla, também Basunvilla e Bassonville († 1182), foi o conde de Conversano (a partir de 1138) e de Loritello (a partir de 1154, como Roberto III). Sua família tem uma longa história em Vassonville, perto de Dieppe.

## História
Roberto (II) era o filho de Roberto I de Bassunvilla, que recebeu Conversano de  Rogério II, e herdou as posses do pai quando ele morreu. Rogério II posteriormente confiscou o contado de Loritello de Guilherme, seu parente, e, no leito de morte, pediu ao filho Guilherme I que nomeasse Roberto como conde ali, um posto semi-autônomo. Logo, porém, ele Roberto foi implicado (não se sabe se falsamente) numa revolta e fugiu, primeiro para a corte de Frederico Barba Ruiva do Sacro Império e depois para a corte de Manuel I Comneno do Império Bizantino. O motivo pode ter sido uma reivindicação ao trono com base num testamento falso.
Roberto teve o apoio de João Ducas quando retornou para liderar uma revolta entre 1155 e 1156, mas o general bizantino Miguel Paleólogo morreu em Bari e Guilherme derrotou as tropas imperiais.
Pelo Tratado de Benevento de 1156, o papa Adriano IV garantiu o direito de Roberto de deixar o reino em paz, o que renovou, ao invés disso, o seu interesse nas terras da Diocese de Penne. Em 1157, ele foi encorajado em suas intenções rebeldes pelo novo emissário de Manuel I, Aleixo Axuco, o filho do principal conselheiro do imperador, João Axuco. Apesar de seu condestável, Ricardo Mandra, ter sido capturado, ele conseguiu escapar do exército real e continuou a desafiar a autoridade de Guilherme I. Em 1161, Roberto conquistou a maior parte do território ao sul e Guilherme respondeu expulsando-o de Taranto e arrasando parcialmente Salerno. Em 1163, porém, Roberto foi forçado a fugir novamente para a corte de Frederico.
Dois anos depois, ele estava com o exército de Rainaldo de Dassel na Batalha de Monte Porzio, em 29 de maio, quando um grande exército bizantino foi derrotado. Em 1169, Margarete de Navarra, regente de Guilherme II e viúva de Guilherme I, e seu gabinete de conselheiros finalmente restauraram a Roberto todas as suas antigas posses e títulos.